# Полянський Роман Олександрович
Роман Олександрович Полянський (1 вересня 1986, Верхня Кринка) — український веслувальник. Чемпіон та призер літніх Паралімпійських ігор. Повний кавалер ордена «За заслуги».

## З життєпису
Займається веслуванням академічним у Одеському регіональному центрі з фізичної культури і спорту інвалідів «Інваспорт».
Фіналіст Кубка світу 2015 року.
Срібний призер Кубка світу 2016 року.
Чемпіон міжнародного турніру 2016 року.
Користується інвалідним візком.

## Відзнаки та нагороди
- Орден «За заслуги» I ст. (18 вересня 2024) — за досягнення високих спортивних результатів на ХVІІ літніх Паралімпійських іграх у місті Парижі (Французька Республіка), виявлені самовідданість та волю до перемоги, утвердження міжнародного авторитету України[2]
- Орден «За заслуги» II ст. (16 вересня 2021) — за значний особистий внесок у розвиток паралімпійського руху, досягнення високих спортивних результатів на XVI літніх Паралімпійських іграх у місті Токіо (Японія), виявлені самовідданість та волю до перемоги, утвердження міжнародного авторитету України[3]
- Орден «За заслуги» III ст. (4 жовтня 2016) — за досягнення високих спортивних результатів на XV літніх Паралімпійських іграх 2016 року в місті Ріо-де-Жанейро (Федеративна Республіка Бразилія), виявлені мужність, самовідданість та волю до перемоги, утвердження міжнародного авторитету України[4]